# Ananda (nome)
Ānanda (in sanscrito: आनन्दा) è un nome proprio di persona indiano maschile e femminile.

## Varianti
- Maschili: आनन्द (Ānanda)[2]
- Femminili: आनन्दी (Ānandi)[2]

## Origine e diffusione
Deriva da un termine sanscrito che significa "gioia", "beatitudine", "delizia", "felicità"; nell'induismo, l'Ananda è un tipo di beatitudine spirituale e trascendente. Ananda era anche il nome un cugino del Buddha, uno dei suoi principali discepoli. 
In sanscrito moderno, la forma आनन्दा (Ananda) è usata prevalentemente come femminile, mentre la forma maschile è आनन्द (Anand). 

## Onomastico
L'onomastico viene festeggiato il 1º novembre, festa di Tutti i Santi, poiché non esistono santi con questo nome che è adespoto.

## Persone

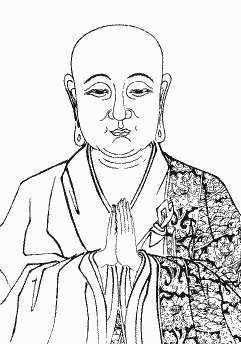
Ananda

### Maschile
- Ananda, monaco buddhista indiano
- Ananda Coomaraswamy, storico dell'arte singalese
- Ananda Everingham, attore thailandese
- Ananda Mahidol, re di Thailandia
- Ananda Shankar, cantautore e musicista indiano

### Femminile
- Ananda Lewis, modella, personaggio televisivo e attrice statunitense

### Variante maschile Anand
- Anand Amritraj, tennista indiano

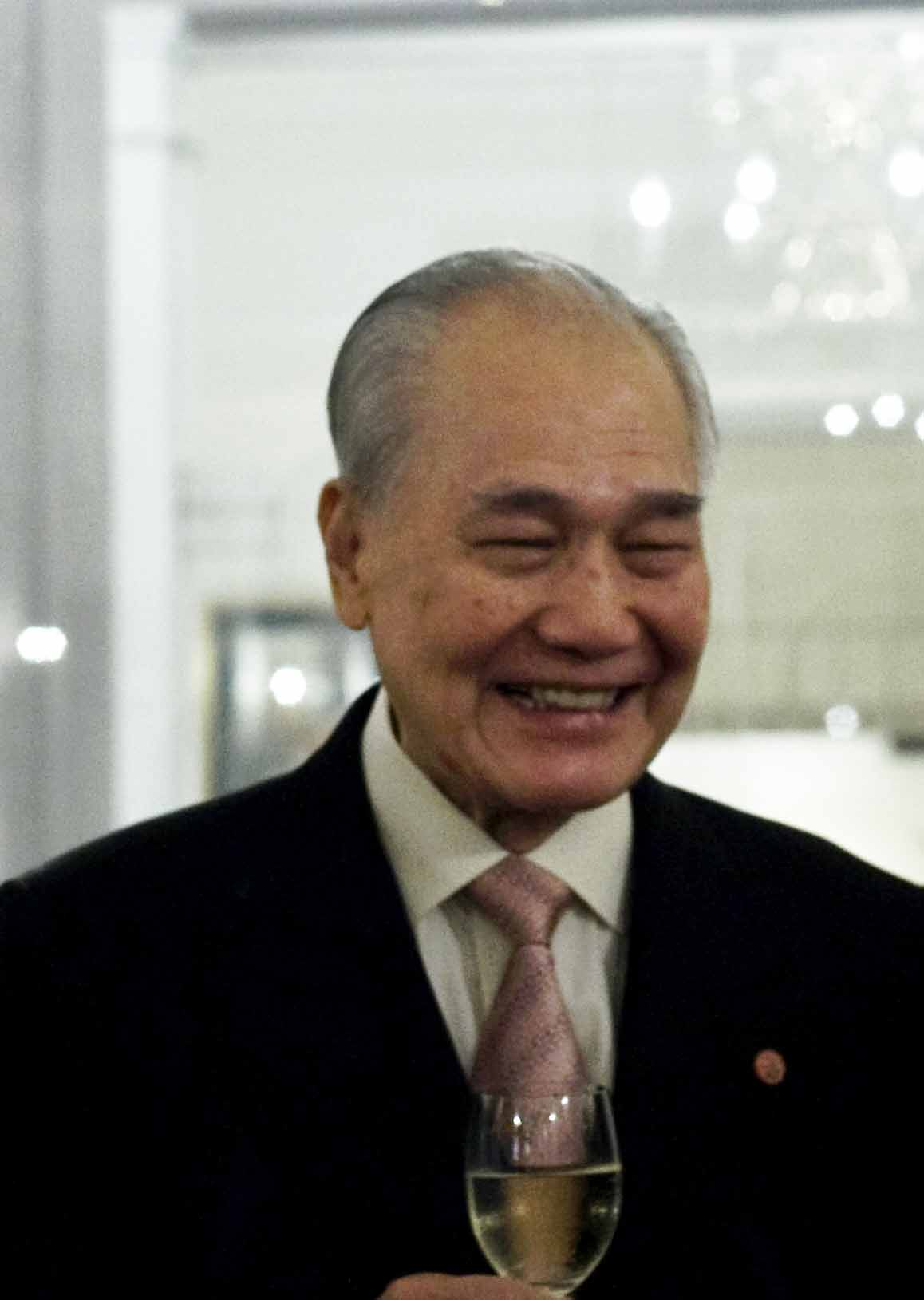
Anand Panyarachun

- Anand Panyarachun, politico thailandese
- Anand Tucker, regista e produttore cinematografico thailandese naturalizzato inglese